# Prova Cangur

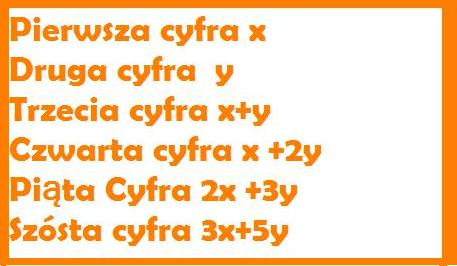
Exercici de la Prova Cangur

Les proves Cangur (altrament dites International Mathematical Kangaroo o bé Kangourou sans Frontières) és una competició preuniversitària de matemàtiques que s'organitza en més de 30 països, amb l'objectiu d'acostar les matemàtiques als més joves i intentar despertar el seu interès a través dels problemes. La competició es porta a terme anualment el mes de març. Segons l'opinió dels organitzadors, les competències que es posen a prova en el Cangur són una combinació entre la lògica i les matemàtiques, no únicament el coneixement de fórmules.

## Història

1995-2020

A primers dels anys 1980 el professor de matemàtiques australià Peter O'Holloran, va inventar un joc matemàtic per als escolars australians que va aconseguir un gran èxit i va ser la iniciativa que va desembocar en la prova Cangur, que pretenia acostar les matemàtiques deixant de costat les elitistes proves matemàtiques com les Olimpíades de Matemàtiques. El 1991 van decidir introduir el joc a França anomenant-lo Cangur de les Matemàtiques en homenatge al concurs australià. El 1994 la prova Cangur es va realitzar simultàniament a Belarús, Hongria, Països Baixos, Polònia, Romania, Rússia i Espanya, i hi van participar més de 600.000 alumnes. Aquell mateix any el Consell Europeu va crear l'associació Kangourou sans Frontières amb seu a París. A principis de 1996 els membres de tots els països participants van participar en l'organització pràctica de l'Assemblea General Anual en proporció al nombre de participants de cada país. L'any 2016 eren més de 70 països de tot el món els membres de l'Associació. L'associació va ser reconeguda en 2004 durant el Simposi Internacional per a l'ensenyament de les matemàtiques per la important contribució a la pedagogia matemàtica, rebent el premi ERDÖS, lliurat cada dos anys per la Federació Mundial de Concursos Nacionals de Matemàtiques.

## Àmbit catalanoparlant
En l'àmbit catalanoparlant és la Societat Catalana de Matemàtiques, a través de les seues comissions balear, valenciana i catalana, qui organitza la prova Cangur des de l'any 1996. Aquella primera edició a Catalunya va comptar amb 1.000 alumnes i 100 escoles. L'edició de 2015 tingué 24.449 alumnes d'entre 3r d'ESO i 2n de Batxillerat, d'un total de 651 centres catalans.

### Pins de Plata
La Societat Catalana de Matemàtiques, des de 1998 distingeix amb el Pin de Plata als alumnes amb molt bones puntuacions quan acaben la seua participació en el Cangur i hi han tingut uns resultats globalment molt destacats. Fins ara han rebut el Pin de Plata:
| Període   | Alumne                        | Centre educatiu                                                    | Població                        |
| --------- | ----------------------------- | ------------------------------------------------------------------ | ------------------------------- |
| 2006-2009 | Roger Mont Arnal              | IES Gregori Maians                                                 | Oliva                           |
| 2007-2010 | Ramon Zuloaga Geli            | Institut Cap Norfeu                                                | Roses                           |
| 2007-2010 | Juanvi Folch                  | IES de la Vall d'Alba                                              | Vall d'Alba                     |
| 2007-2010 | David Magraner Villalba       | IES Almussafes                                                     | Almussafes                      |
| 2008-2011 | Adrià Balcázar Castell        | Fundación Escuela Suiza                                            | Barcelona                       |
| 2009-2012 | Júlia Alsina Oriol            | Institut Jaume Callís                                              | Vic                             |
| 2009-2012 | Jordi Barceló Mercader        | Escola Jesús Maria-Sant Andreu                                     | Barcelona                       |
| 2009-2012 | Roberto Alegre Usach          | IES La Serranía                                                    | El Villar                       |
| 2009-2012 | Darío Nieuwenhuis Nivela      | Aula Escola Europea                                                | Barcelona                       |
| 2009-2012 | Òscar Roldán Blay             | IES Francesc Ferrer i Guàrdia                                      | València                        |
| 2010-2013 | Enric Martorell Pons          | CC Pedro Poveda                                                    | Palma                           |
| 2010-2013 | Guillermo Martínez López      | Pius XII                                                           | València                        |
| 2010-2013 | Esteve Bramon Casa-demont     | Institut Pere Alsius i Torrent                                     | Banyoles                        |
| 2010-2013 | Matt Hoogsteder Riera         | Institut Pere Alsius i Torrent                                     | Banyoles                        |
| 2010-2013 | Marc Felipe Alsina            | Institut Jaume Vicens Vives                                        | Girona                          |
| 2010-2013 | Pau Surrell Rafart            | Institut Jaume Vicens Vives                                        | Girona                          |
| 2011-2014 | Mario Balbuena Azcona         | Col·legi Mestral                                                   | Eivissa                         |
| 2011-2014 | Inés Franch López             | Aula Escola Europea                                                | Barcelona                       |
| 2011-2014 | Josep Maria Gallegos Saliner  | Institut Ramon Muntaner                                            | Figueres                        |
| 2011-2014 | Pau Mir García                | Institut de Sant Quirze del Vallès                                 | Sant Quirze del Vallès          |
| 2011-2014 | Gerard Orriols Giménez        | Aula Escola Europea                                                | Barcelona                       |
| 2011-2014 | Joel Suñé Margineda           | Institut Menéndez y Pelayo                                         | Barcelona                       |
| 2011-2014 | Damià Torres Latorre          | IES Guadassuar                                                     | Guadassuar                      |
| 2012-2015 | Jorge Baeza Ballesteros       | Col·legi San Pedro Pascual                                         | València                        |
| 2012-2015 | Genís Guillem Mimó            | Escola Industrial Aula Escola Europea                              | Sabadell Barcelona              |
| 2012-2015 | Joan Llobera Querol           | Institut Samuel Gili i Gaya                                        | Lleida                          |
| 2012-2015 | Alejandro Martos Berruezo     | IES de Tavernes Blanques                                           | Tavernes Blanques               |
| 2012-2015 | Santiago Pérez García         | Institut La Segarra                                                | Cervera                         |
| 2013-2016 | Roger Arnau Notari            | IES Broch i Llop                                                   | Vila-real                       |
| 2013-2016 | Jordi Castellví Foguet        | Aula Escola Europea                                                | Barcelona                       |
| 2013-2016 | David Farré Gil               | Sagrat Cor (Amposta, Montsià) Institut J. Vicens Vives             | Girona                          |
| 2013-2016 | Martí Oller Riera             | Institut de Puig-reig Institut J. Vicens Vives                     | Puig-reig Girona                |
| 2013-2016 | Alberto Rius Poveda           | Institut Vicent Castell i Domènech                                 | Castelló de la Plana            |
| 2013-2016 | Èric Sierra Garzo             | Institut Icària Aula Escola Europea                                | Barcelona                       |
| 2014-2017 | Rafah Hajjar Muñoz            | IES Camp de Túria                                                  | Llíria                          |
| 2014-2017 | Jan Olivetti Auladell         | La Farga (ESO) Aula Escola Europea                                 | Sant Cugat del Vallès Barcelona |
| 2014-2017 | Jordi Guillem Rodríguez Manso | Pare Manyanet Les Corts Aula Escola Europea                        | Barcelona                       |
| 2015-2018 | Max Balsells Pamies           | Sagrat Cor-Sarrià (ESO) Aula Escola Europea (batxillerat)          | Barcelona                       |
| 2015-2018 | Joan Hernanz Ibáñez           | Thau (ESO) Aula Escola Europea (batxillerat)                       | Sant Cugat del Vallès Barcelona |
| 2015-2018 | Edgar Moreno Martínez         | Institut Tarragona (ESO) Institut Jaume Vicens Vives (batxillerat) | Tarragona Girona                |
| 2015-2018 | Félix Moreno Peñarrubia       | IES L'Eliana                                                       | L'Eliana                        |
| 2015-2018 | Roger Pujadas Rello           | Institut Montserrat (ESO) Aula Escola Europea (batxillerat)        | Barcelona                       |
| 2015-2018 | Álvaro Ribot Barrado          | Viaró                                                              | Sant Cugat del Vallès           |
| 2015-2018 | Francisco Sospedra Escat      | Institución Cultural Domus                                         | Godella                         |

## Format
La competició consisteix en un test de 30 preguntes (fins al tercer nivell, en els països en què hi ha onze nivells, només hi ha 21 preguntes). La prova s'ha de realitzar en 75 minuts (una hora i quart). Les 30 preguntes estan dividides en tres grups de deu preguntes cadascun. Les preguntes del primer grup valen 3 punts, les del segon 4 punts i les del tercer 5 punts. Cada pregunta té 5 solucions i només una és correcta. Una pregunta contestada correctament dona els punts assignats al seu grup, si no es contesta dona 0 punts i si es contesta malament es resta la quarta part del que valia la resposta correcta. Cada participant té 30 punts al començament (fins al tercer nivell, en alguns països, 21), per tant el mínim nombre de punts amb els quals es pot acabar és 0. La puntuació màxima és 150 punts (o en els nivells ja esmentats, 105).

## Premis
La recollida i avaluació dels resultats així com els premis són regulats i organitzats a nivell nacional o bé regional. En alguns països es donen premis especials per a cada escola pel "salt del cangur més llarg" (el nombre més gran de respostes correctes consecutives).